# Premio Magritte per la migliore promessa femminile
Il Premio Magritte per la migliore promessa femminile (Magritte du meilleur espoir féminin) è un premio cinematografico assegnato annualmente dall'Académie André Delvaux.

## Vincitori e candidati
I vincitori sono indicati in grassetto, a seguire gli altri candidati.

### Anni 2010-2019
- 2011: Pauline Étienne - Élève Libre - Lezioni private (Élève Libre)
  - Stéphanie Blanchoud - La Régate
  - Chloé Struvay - Maternelle
  - Anna Fransiska Jager - My Queen Karo
- 2012: Erika Sainte - Elle ne pleure pas, elle chante
  - Stéphanie Crayencour - Les Mythos
  - Jeanne Dandoy - Bullhead - La vincente ascesa di Jacky (Rundskop)
  - Hande Kodja - Marieke, Marieke
- 2013: Anne-Pascale Clairembourg - Mobile Home
  - Pauline Burlet - Dead Man Talking
  - Aurora Marion - La Folie Almayer
  - Mona Jabé - Miss Mouche
- 2014: Pauline Burlet - Il passato (Le Passé)
  - Mona Walravens - La vita di Adele - Capitolo 1 & 2 (La Vie d'Adèle - Chapitres 1 & 2)
  - Rania Mellouli - Le Sac de farine
  - Anne Paulicevich - Tango Libre
- 2015: Ambre Grouwels - Baby Balloon
  - Evelien Bosmans - Marina
  - Hande Kodja - Rosenn
  - Emilie Maréchal - Tokyo Anyway
- 2016: Lucie Debay - Melody
  - Manon Capelle - All Cats Are Grey (Tous les chats sont gris)
  - Pili Groyne - Dio esiste e vive a Bruxelles (Le Tout Nouveau Testament)
  - Stéphanie Van Vyve - Être
- 2017: Salomé Richard - Baden Baden
  - Ghalia Benali - Appena apro gli occhi - Canto per la libertà (À peine j'ouvre les yeux)
  - Martha Canga Antonio - Black
  - Jade Soentjens e Margaux Soentjens - Dopo l'amore (L'Économie du couple)
- 2018: Maya Dory - Mon ange
  - Adriana de Fonseca - Even Lovers Get the Blues
  - Fantine Harduin - Happy End
  - Lena Suijkerbuik - Home
- 2019: Lena Girard Voss - Le nostre battaglie (Nos batailles) 
  - Nawell Madani - C'est tout pour moi
  - Anaël Snoek - Les Garçons sauvages
  - Bérénice Baoo - Tueurs
  - Myriem Akheddiou - Une part d'ombre

### Anni 2020-2029
- 2020: Mya Bollaers - Lola (Lola vers la mer)
  - Bebel Baloji - Binti
  - Raphaëlle Corbisier - Escapada
  - Victoria Bluck - L'età giovane (Le jeune Ahmed)
- 2021: sospeso a causa della Pandemia di COVID-19 in Belgio
- 2022: Maya Vanderbeque - Un monde
  - Salomé Dewaels - Illusioni perdute (Illusions perdues)
  - Fantine Harduin - Adorazione (Adoration)
  - Daphné Patakia - Benedetta
- 2023: Sophie Breyer - La ruche
  - Mara Taquin - La ruche
  - Elsa Houben - Le coeur noir des forêts
  - Joely Mbundu - Tori e Lokita (Tori et Lokita)
- 2024: Zelda Samson - L'amore secondo Dalva (Dalva)
  - Laetitia Mampaka - L'Employée du mois
  - Bérangère McNeese - Ailleurs si j'y suis
  - Mara Taquin - La Bête dans la jungle
- 2025: Purdey Lombet - Il pleut dans la maison
  - Kenza Benboutcha - Amal (Amal - Un esprit libre)
  - Mara Taquin - Chiennes de vies
  - Tessa Van den Broeck - Julie ha un segreto (Julie zwijgt)